# Margot Stejskal
Margot Stejskal (* 9. Februar 1947 in Engelsdorf bei Leipzig) ist eine deutsche Opernsängerin (Sopran). 

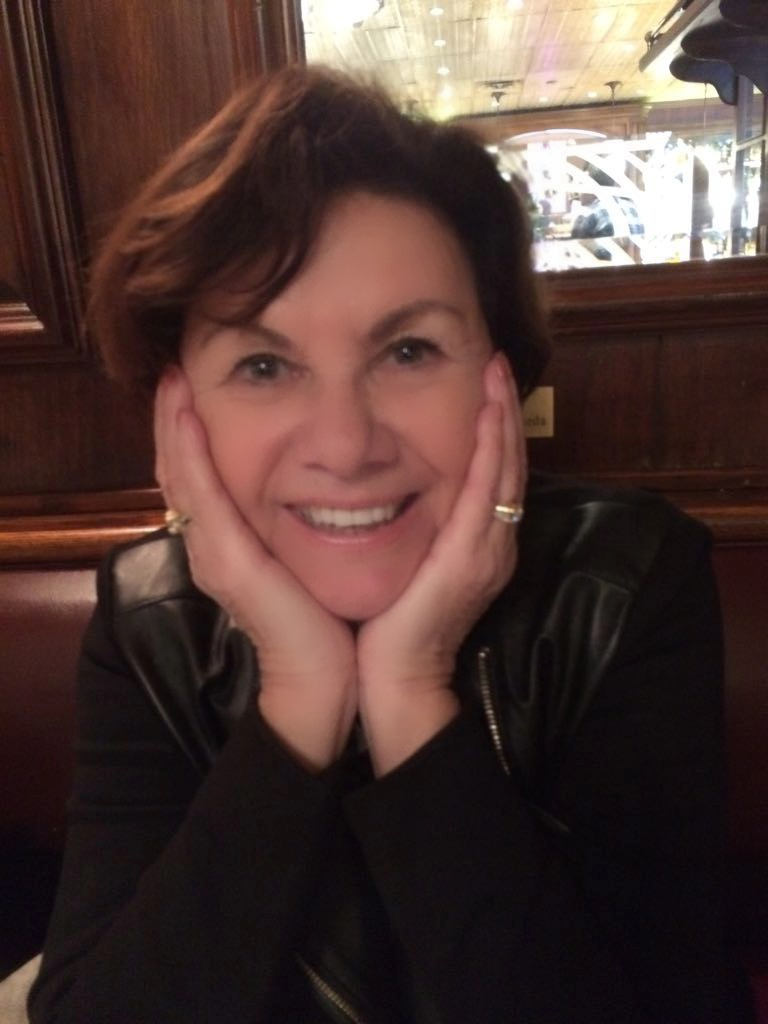
Margot Stejskal (2017)

## Leben
Margot Stejskal studierte an der Musikhochschule Weimar und der Musikhochschule Leipzig sowie bei Hanne-Lore Kuhse in Berlin. Sie wurde Preisträgerin im Wettbewerb Junger Opernsänger und erhielt die Ehrenurkunde der Internationalen Robert-Stolz-Gesellschaft Wien. Margot Stejskal debütierte 1975 am Staatstheater Cottbus (Musetta) und war dort Ensemblemitglied von 1974 bis 1977. Weitere Station war die Staatsoperette Dresden 1977 bis 1980, gefolgt vom Opernhaus Chemnitz (damals Karl-Marx-Stadt) von 1980 bis 1984. Ab 1984 war sie Mitglied des Ensembles der Deutschen Staatsoper Berlin, an der sie 1986 zur Kammersängerin ernannt wurde.
Gastspiele führten Margot Stejskal nach Japan, USA, Italien, Spanien, Schweiz, Griechenland, Ungarn, Polen, Tschechien und Russland.
Sie übernahm Gastverpflichtungen an der Sächsischen Staatsoper Dresden (dort u. a. zur Wiedereröffnung 1985 als Sophie im "Rosenkavalier"), Oper Leipzig, Volksoper Wien, Metropoltheater Berlin, Opernhaus Halle. Im Rahmen ihrer Konzerttätigkeit gastierte sie z. B. in der Philharmonie Berlin, im Festspielhaus Salzburg, Gewandhaus zu Leipzig, Konzerthaus Berlin (dort u. a. 1987 zur Eröffnung der 750-Jahr-Feier), Dom zu Magdeburg.
Zu ihrem Repertoire gehörten Partien wie Sophie, Susanna, Blondchen, Ännchen, Gretel, Adele, Papagena, Marzelline, Najade u. a.
Zahlreiche Aufnahmen dokumentieren ihre Laufbahn, z. B. Gesamtaufnahmen von "Rosenkavalier", "Palestrina", "Graf Mirabeau" sowie Einzelveröffentlichungen (z. B. "Wien und der Wein").
Für ihre Interpretation der Titelpartien "Alceste" und "Polyxena" (Anton Schweitzer) erhielt sie von "Diapason" (Paris) die höchste Auszeichnung für CDs.